# Corry Beversluis
Cornelia Adriana (Corry) Beversluis (Barendrecht, 5 maart 1896 – Hilversum, 9 januari 1975) was een Nederlandse sopraan, concertzangeres en zangpedagoge. Vóór de Tweede Wereldoorlog gaf zij regelmatig recitals en stond bekend als zangeres van liederen van Debussy, Schubert en Brahms. Vanwege de oorlog kwam er een einde aan haar zangcarrière en richtte zij zich op een loopbaan als zangpedagoge bij de Nederlandse omroepen.

## Levensloop
Beversluis werd geboren in Barendrecht, als dochter van Martinus Beversluis en Elizabeth Catharina van der Hucht. De dichter Martien Beversluis was een broer van haar. In 1920 trouwde ze in Groningen met de huisarts F. van Staa en kreeg met hem vier kinderen. In 1938 scheidden zij. Dochter Ingeborg zou haar moeder (en anderen) tot in de jaren vijftig vanachter de piano begeleiden.
De zangcarrière van Corry Beversluis begon in 1916, op 22-jarige leeftijd, toen zij haar eerste recitals gaf met liederen. Haar talent viel op en zij ging naar het conservatorium in Amsterdam. Daar studeerde zij onder andere bij Anna Kappel. Vervolgens studeerde zij bij Cornélie van Zanten en later, rond haar dertigste levensjaar, bij Marya Freund in Parijs.
Tijdens haar verblijf in Parijs nam haar zangcarrière een vlucht. Zij zong onder andere Bach's Johannes-Passion en bracht het Nederlandse lied ten gehore in zowel kleine als grote zalen. In de Opera te Nantes speelde zij de rol van Euridice in Gluck's Orfeo ed Euridice. Zij werd in Turijn uitgenodigd om de hoofdrol te spelen in Sakuntala van Franz Schubert. Corry leerde in Parijs de componist Georges Migot kennen en was een van de eersten die zijn werk ten gehore bracht.
Door het uitbreken van de oorlog in 1940 kwam haar zangcarrière op een lager pitje te staan, al bleef ze gedurende de oorlog wel liederenavonden verzorgen. In 1941 kwam zij in Hilversum te wonen. Door haar vele contacten bij de radio en de recitals die ze regelmatig gaf voor de omroep, lag het voor de hand dat zij een praktijk als zangpedagoge begon. 
Door de jaren heen zijn er vele concerten geweest door "Leerlingen van Corry Beversluis", vaak in hotel-restaurant Hof van Holland te Hilversum. In 1957 werd door uitgeverij Harmonia het door Corry Beversluis geschreven boekje "Kanttekeningen over de Techniek van het zingen" uitgegeven.
Tot vlak voor haar overlijden op 78-jarige leeftijd gaf zij nog zangles. Ze overleed in een verzorgingstehuis in Hilversum.

## Foto's

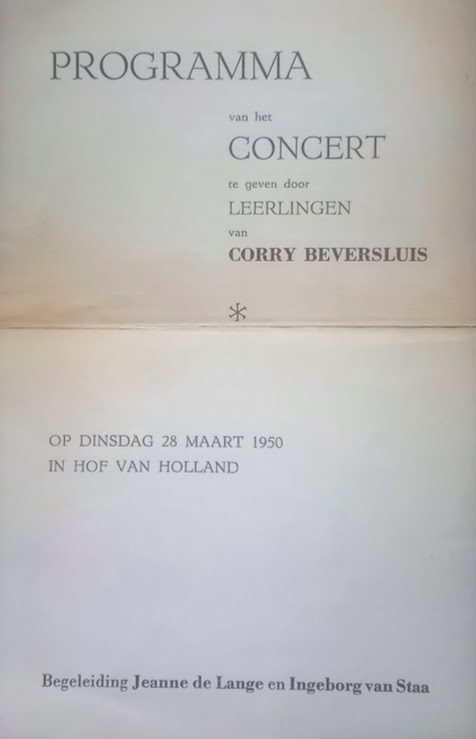
Programma concert Leerlingen van Corry Beversluis maart 1950

- Nederlandse Thesaurus van Auteursnamen: 421551496
- Virtual International Authority File: 45155190026582132730